# 大般涅槃经 (大乘)
《大般涅槃经》（ISAT：Mahāparinirvāṇa Sūtra），大乘佛教的根本经典之一，是大乘五大部经（1般若部、2宝积部、3大集部、4华严部、5涅槃部）涅槃部的第一位。
大乘佛教的涅槃經與《阿含經》中的涅槃經（巴利經藏的大般涅槃經、長阿含遊行經等）有一樣的名稱，兩者背景同為釋迦牟尼佛在般涅槃（入滅捨壽）前開示教法，但旨趣與情節不同。大乘涅槃經的要旨為：「一切眾生，悉有佛性，如來常住，無有變易」。
講述《大般涅槃經》的法師稱為「涅槃師」，在南北朝至初唐時期極為盛行。

## 歷史
學者一般相信，大般涅槃經的核心部份於公元2世紀至3世紀間，在南印度結集而成。
在3世紀時，由法顯首次在中國譯出。最早只有「前分」或「初分」（相當於法顯本，或曇無讖本的前十卷），後曇無讖由于闐取回後三十卷，稱作「後分」，形成四十卷本。

## 版本

### 梵文本
梵文原本已遺失，在20世紀初發現數個殘片，殘片內容合計不到40卷本的百分之一，但可以對照漢譯本。
- 日本高野山

日本學者高楠順次郎，在日本高野山發現梵文殘片，轉寫為拉丁字母後出版。
- 英國大英圖書館

大英圖書館所屬印度事務部圖書館中收藏，編號為No.143. SA.4。原在中國和闐出土，1903年前後被英國駐喀什噶爾中國事務特別助理收購，送回英國，由英國學者研究後出版。稱為Hoernle Manusc。此外，還有另一個殘片，編號Kha-i-89。
- 俄國聖彼德堡

收藏六個殘片，稱為Petrovsky藏品，由沙俄駐喀什噶爾領事，在和闐一帶收購。由學者G.M. Bongard-Levin研究後出版，其中一個殘片可與英國編號Kha-i-89拼成一頁。

### 漢譯本
- 法顯、佛大跋陀、寶雲共譯《大般泥洹經》六卷，東晉義熈十三年（417）道場寺譯出[7]

- 天竺三藏曇無讖譯《大般涅槃經》四十卷，北涼玄始十年（421）譯出[4][8]，又稱為北本。其初分五品即前十卷。

- 慧嚴、慧觀、謝靈運，據法顯本與北本，會集成《大般涅槃經》三十六卷，又稱南本。劉宋元嘉十三年（436）出。

### 藏譯本
藏傳本有二本
- 一由勝友（Jinamitra）、智藏（Jñānagarbha）和天月（Devacandra）所譯，時間可能是在9世紀，由梵文本譯成，相當於「初分」本。
- 另一譯本由曇無讖本轉譯成藏文，時間約在11世紀。

蒙文譯本由藏譯本轉譯為蒙古文。

### 粟特文本
20世紀初，德國考古學者在新疆吐魯番發掘出大量文書，其中有由粟特文的大般涅槃經殘片。由F. W. K. Müller研究、轉寫後出版，收錄於Soghdische Texte.Ⅱ中。F. W. K. Müller認為此譯本由曇無讖本轉譯為粟特文，但其中有幾段與漢譯本不同，可能參考了另一個譯本。

### 突厥文本
《北齊書》記載，齊後主時，曾由刘世清將漢譯本大涅槃經轉譯為突厥文，送給突厥可汗，時間約在6世紀。《隋書》記載，突厥他鉢可汗曾派人至中國求取涅槃經，應是指同一件事。突厥語譯本沒有流傳下來，目前也尚未有考古發現。

## 內容
大乘「般若」明無我，講「真空」；大乘「涅槃」示真我，講「妙有」。由於此「有」不是對立的現象之有，故稱「妙有」。大乘《大般涅槃經》伸延般若、法華、華嚴等大品類經之思想，以對治認為涅槃是永遠沉寂的消極涅槃觀。大乘《大般涅槃經》是闡釋大乘「妙有」思想最具代表性的一部經典。
大乘《大般涅槃經》宣揚的中心思想，其所環繞者原不出於「法身常住」，及「悉有佛性」兩個命題，而這兩個命題，又關連到佛陀的大般涅槃。本經之出，乃是為對治部派佛教的涅槃思想而產生，其主張肯定佛陀法身永恒存在，決非油盡燈滅而虛無。
經中將涅槃定義為：
- 一、善男子，涅槃義者，即是諸佛之法性也。……夫法性者，無有滅也。(長壽品第四‧卷三‧十四)
- 二、如來者即是涅槃，涅槃者即是無盡，無盡者即是佛性，佛性者即是決定，決定者即是阿耨多羅三藐三菩提。  (四相品‧二十二)
- 三、云何名為涅槃相？涅槃之相，凡有八事，何等為八？一者盡，二善性、三實、四真、五常、六樂、七我、八淨，是名涅槃。(卷二十三‧十)
- 四、直是諸佛斷煩惱處，故名涅槃，涅槃即是常樂我淨。(卷二十三‧十三)
- 五、夫涅槃者，亦可言定，亦可言果。云何為定？一切諸佛所有涅槃常樂我淨，是故為定，無生老壞，是故為定。(卷二十二‧五)
- 六、云何為定？常樂我淨。在何處耶？所謂涅槃。(卷二十‧四)

## 結構
最早有「河西五門」，出自協助曇無讖譯經的涼州道朗，為初期諸師講習此經的指南。後有「婆藪七分」，源於世親的《涅槃論》，為地論師所用。另在江南又有山門法朗的「興皇八門」說，三論師所憑藉。但於後世傳播較廣的，則為天台五祖章安灌頂的「五門分科」說。
| 婆藪七分         | 五門分科   | 大般涅槃經 (南本) 三十六卷二十五品 | 大般涅槃經 (北本) 四十卷十三品 | 大般泥洹經 (法顯本) 六卷十八品 |
| ---------------- | ---------- | ---------------------------------- | ------------------------------ | ------------------------------ |
| 不思議神通反示分 | 召請涅槃眾 | 序品                               | 壽命品                         | 序品                           |
| 不思議神通反示分 | 召請涅槃眾 | 序品                               | 壽命品                         | 大身菩薩品                     |
| 成就種性遣執分   | 開演涅槃施 | 純陀品                             | 壽命品                         | 長者純陀品                     |
| 成就種性遣執分   | 開演涅槃施 | 哀歎品                             | 壽命品                         | 哀歎品                         |
| 正法實義分       | 開演涅槃施 | 長壽品                             | 壽命品                         | 長壽品                         |
| 正法實義分       | 開演涅槃施 | 金剛身品                           | 金剛身品                       | 金剛身品                       |
| 正法實義分       | 開演涅槃施 | 名字功德品                         | 名字功德品                     | 受持品                         |
| 正法實義分       | 開演涅槃施 | 四相品                             | 如來性品                       | 四法品                         |
| 正法實義分       | 開演涅槃施 | 四依品                             | 如來性品                       | 四依品                         |
| 正法實義分       | 開演涅槃施 | 邪正品                             | 如來性品                       | 分別邪正品                     |
| 正法實義分       | 開演涅槃施 | 四諦品                             | 如來性品                       | 四諦品                         |
| 正法實義分       | 開演涅槃施 | 四倒品                             | 如來性品                       | 四倒品                         |
| 正法實義分       | 開演涅槃施 | 如來性品                           | 如來性品                       | 如來性品                       |
| 正法實義分       | 開演涅槃施 | 文字品                             | 如來性品                       | 文字品                         |
| 正法實義分       | 開演涅槃施 | 鳥喻品                             | 如來性品                       | 鳥喻品                         |
| 正法實義分       | 開演涅槃施 | 月喻品                             | 如來性品                       | 月喻品                         |
| 正法實義分       | 開演涅槃施 | 菩薩品                             | 如來性品                       | 問菩薩品                       |
| 正法實義分       | 開演涅槃施 | 一切大眾所問品                     | 一切大眾所問品                 | 隨喜品                         |
| 方便修成分       | 示現涅槃行 | 現病品                             | 現病品                         | (無對應)                       |
| 方便修成分       | 示現涅槃行 | 聖行品                             | 聖行品                         | (無對應)                       |
| 方便修成分       | 示現涅槃行 | 梵行品                             | 梵行品                         | (無對應)                       |
| 方便修成分       | 示現涅槃行 | 嬰兒行品                           | 嬰兒行品                       | (無對應)                       |
| 方便修成分       | 示現涅槃行 | 光明遍照高貴德王菩薩品             | 光明遍照高貴德王菩薩品         | (無對應)                       |
| 離諸放逸入證分   | 問答涅槃義 | 師子吼品                           | 師子吼菩薩品                   | (無對應)                       |
| 慈光善巧住持分   | 折攝涅槃用 | 迦葉品                             | 迦葉菩薩品                     | (無對應)                       |
| 顯相分           | 折攝涅槃用 | 憍陳如品                           | 憍陳如品                       | (無對應)                       |

## 考證
本經之編集，據橫超慧日先生所考，曾經有過大約七次或八次的增編。其所以不能完全統一它的思想理路，自是與此逐漸增編的原因有關。經中之矛盾思想，有時極為尖銳，例如沙門四果，在德王品中遭受貶責，於四依品中卻特為稱讚。以大乘經典之發展史看，本經之出，晚於般若、法華、華嚴等大品經類。
根據《止觀輔行傳弘決》，傳為若那跋陀羅、會寧共譯的《大般涅槃經後分》二卷（又稱新後分、茶毗分）本入偽目，至大唐刊定始入正經。另外「東塔律宗」懷素律師按「佛物得買供養具」認為茶毗分恐非真。
天台宗又以《像法決疑經》為《大般涅槃經》之結經，往往引用之。《開元釋教錄》則列《像法決疑經》於偽妄亂真錄，因此刻本藏經皆不收。

## 图片

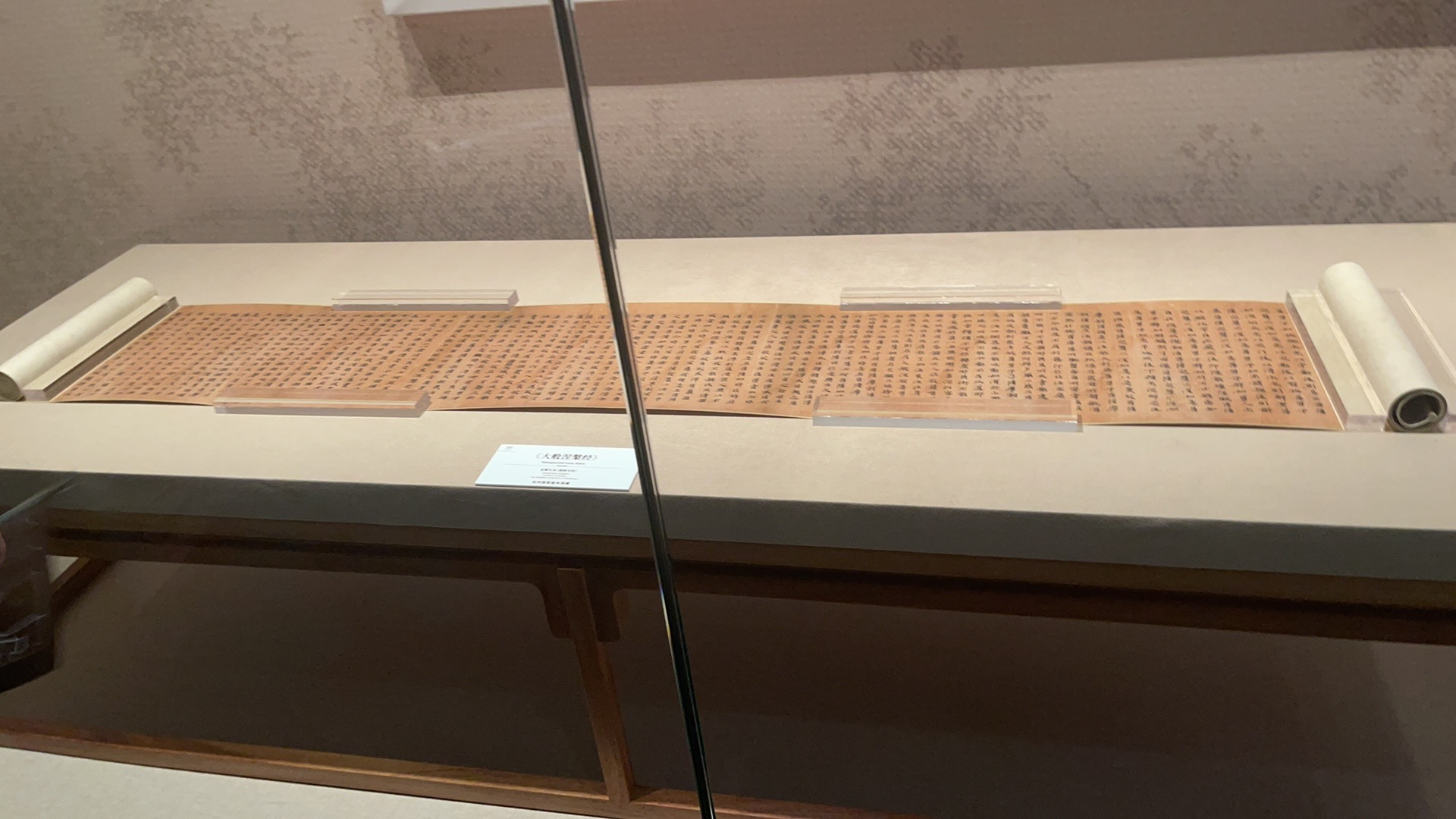
杭州中国国家版本馆大般涅槃经

## 引用
1. ↑  張曼濤. .   [2020-03-26]. （原始内容存档于2020-02-20）. 總之本經在涅槃觀念的表達上岐異差左處甚多，這或由於漸漸次第編集所成之所致，其唯一統一而前後一貫者，則為一切眾生都有佛性，涅槃常樂我淨，如來恒不變易的中心觀念。此觀念當是一學派之傳承而來，故經文中各品的解說雖有小異，而其中心思想則相同。
2. ↑  王邦維. . 中華佛學學報. 1993, 06: 103–127  [2020-03-26]. （原始内容存档于2012-10-11）.
3. ↑  Hodge, Stephen (2006), On the Eschatology of the Mahaparinirvana Sutra and Related Matters, lecture delivered at the University of London, SOAS
4. 1 2  僧祐《出三藏記集》卷第八《大涅槃經記第十七·未詳作者》：此大涅槃經。初十卷有五品。其胡本是東方道人智猛從天竺將來。暫憩高昌。有天竺沙門曇無讖。廣學博見道俗兼綜。遊方觀化先在燉煌。河西王宿植洪業素心冥契。契應王公躬統士眾。西定燉煌。會遇其人。神解悟識。請迎詣州安止內苑。遣使高昌取此胡本。命讖譯出。此經初分唯有五品。次六品已後。其本久在燉煌。讖因出經。下際知部黨不足。尋訪慕餘殘。有胡道人（印度僧）。應期送到此經。胡本都二萬五千偈。後來胡本想亦近具足。但頃來國家慇猥。未暇更譯。遂少停滯諸可流布者。經中大意宗塗悉舉。無所少也。今現已有十三品。作四十卷。為經文句。執筆者一承經師口所譯不加華飾。其經初後所演。佛性廣略之聞耳。無相違也。每自惟省。雖復西垂深幸此遇。遇此大典開解常滯。非言所盡。以諸家譯經之致大不允其旨歸。疑謬後生。是故竊不辭。輒作徒勞之舉。冀少有補益。諮參經師。採尋前後。略舉初五品為私記。餘致惟之悉可領也(祐尋此序與朗法師序及懺法傳小小不同未詳孰正故復兩出)。
5. ↑  僧祐《出三藏記集》卷8《大涅槃經記》：「下際知部黨不足，尋訪慕餘殘。有胡道人，應期送到此經。胡本都二萬五千偈，後來胡本想亦近具足。但頃來國家慇猥，未暇更譯，遂少停滯，諸可流布者。經中大意，宗塗悉舉，無所少也。今現已有十三品，作四十卷。」
6. ↑  僧祐《出三藏記集》卷14《曇無讖傳》：「讖以涅槃經本品數未足，還國尋求。值其母亡，遂留歲餘。後於闐更得經本，復還姑臧譯之，續為三十六卷焉。」
7. ↑  僧祐《出三藏記集》《六卷泥洹記第十八·出經後記》：先見晉土道人釋法顯遠遊此土。為求法故。深感其人。即為寫此大般泥洹經如來祕藏。願令此經流布晉土。一切眾生悉成平等如來法身。義熙十三年十月一日。於謝司空石所立道場寺。出此方等大般泥洹經。至十四年正月二日挍定盡訖。禪師佛大跋陀。手執胡本。寶雲傳譯
8. ↑  僧祐《出三藏記集》卷第十四《曇無讖傳第三》：曇無讖。中天竺人也。……十歲與同學數人讀咒。聰敏出群。誦經日得萬餘言。初學小乘兼覽五明諸論。講說精辯莫能詶抗。後遇白頭禪師共讖論議。習業既異。交爭十旬。讖雖攻難鋒起。而禪師終不肯屈。讖服其精理。乃謂禪師曰。頗有經典可得見不。禪師即授以樹皮涅槃經本。讖尋讀驚悟。方自慚恨。以為坎井之識。久迷大方。於是集眾悔過。遂專業大乘。年二十誦大小乘經二百餘萬言。……乃齎大涅槃經本前分十二卷并菩薩戒經菩薩戒本奔龜茲。龜茲國多小乘學不信涅槃。……河西王沮渠蒙遜。聞讖名呼與相見。接待甚厚。蒙遜素奉大法志在弘通。請令出其經本。讖以未參土言。又無傳譯。恐言舛於理不許。於是學語三年。翻為漢言。方共譯寫。是時沙門慧嵩道朗。獨步河西。值其宣出法藏。深相推重。轉易梵文。嵩公筆受。道俗數百人疑難縱橫。讖臨機釋滯。未常留礙。……讖以涅槃經本品數未足。還國尋求。值其母亡。遂留歲餘。後於于闐更得經本。復還姑臧譯之。續為三十六卷焉。……初讖譯出涅槃。卷數已定。而外國沙門曇無發云。此經品未盡。讖常慨然。誓必重尋。蒙遜因其行志乃偽資發遣。厚贈寶貨。未發數日。乃流涕告眾曰讖業對將至。眾聖不能救矣。以本有心誓義不容停。行四十里。遜密遣刺客害之。時年四十九。眾咸慟惜焉。後道場寺慧觀志欲重求後品。以高昌沙門道普常遊外國善能胡書解六國語。宋元嘉中。啟文帝資遣道普將書吏十人西行尋經。至長廣郡舶破傷足。因疾遂卒。普臨終歎曰。涅槃後分與宋地無緣矣。
9. ↑  《北齊書》卷20〈斛律羌舉傳〉：代人劉世清，祖拔，魏燕州刺史；父巍，金紫光祿大夫。世清武平末侍中開府儀同三司，任遇與孝卿相亞，情性甚整，周慎謹密，在孝卿之右。能通四夷語，為當時第一。後主令世清作突厥語翻《涅槃經》，以遺突厥可汗，勑中書侍郎李德林為其序。
10. ↑  《隋書》卷84〈北狄傳〉：齊有沙門惠琳，被掠入突厥中，因謂佗鉢曰：「為有佛法耳。」遂說以因緣果報之事。佗聞而信之，建一伽藍，遣使聘於齊氏，求《淨名》、《涅槃》、《華嚴》等經，並《十誦律》。
11. 1 2 3  張曼濤. . 華岡佛學學報.   [2018-04-18]. （原始内容存档于2020-07-29）.
12. ↑  世親《涅槃論》：「從初如是至流血灑地，名不思議神通反示分。〈純陀〉、〈哀歎〉二品，名成就種性遣執分。從三告已下訖〈大眾問品〉，名正法實義分。五行十功德，名方便修成分。〈師子吼品〉，名離諸放逸入證分。〈迦葉品〉，名慈光善巧住持分。〈憍陳如品〉，名顯相分。」章安灌頂《大般涅槃經疏》：「婆藪七分……地師（地論師）以第一卷為「神通反示分」……彼以第二卷為「種性破疑除執分」，第三卷至大眾問為「正法實義分」。……彼以五行十功德為「方便修成分」，彼以師子吼為「不放逸入證分」。……彼以迦葉為「慈悲住持分」，陳如為「顯相分」。」
13. ↑  章安灌頂《大般涅槃經疏》：「初列章者。一召請涅槃眾。二開演涅槃施。三示現涅槃行。四問答涅槃義。五折攝涅槃用。」
14. ↑  .   [2020-05-12]. （原始内容存档于2020-05-27）.
15. ↑  懷素《四分律開宗記》：「故新後分涅槃經上卷云。佛告阿難。若佛現在。所施佛物。僧眾應知。若佛滅後。一切信心所施佛物。應用造佛形像。及造佛衣七寶幡蓋。買諸香油寶華。以供養佛。除供養佛。餘不得用。用者則犯盜佛物罪。此經傳來。恐非真也。五百云（目連問戒律中五百輕重事）。佛物得買供養具。」

## 外部連結
- 略論大乘《大般涅槃經》的傳譯（页面存档备份，存于） 王邦維